# Persia (schip, 1856)
De RMS Persia was een passagiersschip van de Cunard Line.

## Concurrentie
Cunard had al sinds 1850 te kampen met de concurrentie van de Collins Line, maar zo rond 1855 begon het publiek meer vertrouwen te krijgen in de Cunard Line, mede dankzij de ramp met de Arctic. Om definitief zijn overwicht terug te krijgen, besloot Cunard om in 1854 twee reuzenschepen, maar vooral twee zeer moderne schepen te bouwen. De karakteristieke eigenschappen van de Cunard Line zouden echter behouden blijven; 3 masten en de boeg van een klipper, en schepraderen. Het schip was uiteindelijk voorbestemd om het voorlaatste schip met schepraderen te zijn. Het schip had een nieuwe romp van ijzer. Een ijzeren romp was in die tijd een zeer zeldzame verschijning.

## Blauwe wimpel
Toen het schip op 26 januari 1856 koers zette naar New York was er een indrukwekkend schip te zien van 110 meter lengte, 13,7 meter breedte, 2 masten en 2 schoorstenen, dat met een snelheid van 13,5 knopen de golven doorkliefde. Met die snelheid is het niet verwonderlijk dat het in een mum van tijd de Blauwe wimpel overnam van de Collins Line. Toen in 1861 ook het zusterschip (de RMS Scotia I) in dienst kwam, nam het bijna direct de wimpel over. In 1867 vond men dat het schip te oud werd en besloot het aan de schroothoop over te leveren. Het werd in 1872 aan de Theems in Londen ontmanteld.